# 从缨虫属
从缨虫属（学名：Desdomona）为缨鳃虫科的一个属。

## 下属物种
本属包括以下物种：
- 从缨虫 Desdomona ornata Banse, 1957